# اردشیر دوم (شاهنشاه هخامنشی)
اردشیر دوم (به پارسی باستان: 𐎠𐎼𐎫𐎧𐏁𐏂؛ درگذشته ۳۵۸ پ. م) دهمین شاهنشاه هخامنشی و پسر بزرگ داریوش دوم و پروشات بود که پس از مرگ پدر، در سن سی سالگی به سلطنت رسید و ۴۶ سال حکومت کرد.
یونانی‌ها وی را «منمون» به معنی باحافظه و باهوش خوانده‌اند؛ زیرا چنان‌که نوشته شده حافظه‌ای فوق‌العاده داشته است. سلطنت او در عین آنکه آکنده از توطئه و طغیان و جنایت بود، به سبب اوضاع و احوال مساعد، در آنچه به روابط خارجی مربوط می‌شد، روی هم رفته، سلطنتی موفق بود.

## منبع‌شناسی برای زندگانی اردشیر دوم
از منابع این دوران می‌توان به کتاب آناباسیس به نوشته گزنفون که دربارهٔ شورش کوروش کوچک و بازگشت ده‌هزار یونانی که خود از شاهدان عینی آن بوده، پرسیکای کتزیاس که طبیب مخصوص داریوش دوم و فرزندش اردشیر دوم بوده و بسیاری از مورخان از آثار او دربارهٔ اردشیر نوشته‌اند، پلوتارک که در کتاب زندگانی‌ها، زندگی اردشیر را به صورت داستانی و کامل توضیح می‌دهد، باقی آثار نیز که اشاره و توضیحی کوچک به این دوران نموده‌اند کتابخانه نوشته دیودور سیسیلی، جغرافیای استرابو، آناباسیس اسکندر آریان اشاره نمود.

## نام‌شناسی
اردشیر که در کتیبه‌های هخامنشی «اَرْتَه‌خْشَ‌ثْرَ» تلفظ می‌شده، از نام‌های کهن و ستودهٔ ایرانی می‌بوده است. نویسندگان یونانی مانند کتزیاس، دیودور، آریان، سترابون او را «اَرْتَه‌کْسِرْکْسِسْ» (Artaxérxēs Αρταξέρξης) می‌خواندند؛ اردشیر (به پارسی میانه: ارتخشیر.svg) «اَرْتَخْشْتَر» یا «اَرْتَخْشیر» می‌بوده؛ به ارمنی «اَرْتَشیس» (Artašēs Արտաշէս) می‌گفتندش و در فارسی نیز «اردشیر» خوانده می‌شود. اردشیر در لغت معنای «کسی‌است که پادشاهی‌اش برپایهٔ راستی و عدالت است» می‌دهد. جزء نخست ارتخشیر برگرفته از مفهوم دینی عدالت موسوم به «ارته» یا «اشه» است و جزء دومش با مفهوم «شهر» در ارتباط است. بنابر گزارش گئورگیوس سینکلوس سلسله اشکانیان ادعا کردند که از تبار اَرشک (اردشیر دوم) هستند. اشمیت این را پذیرفته است، به این دلیل که در اسناد شهر نسا، نام اَرتخشهرکان به تاکسان سلطنتی داده شده بود.

## پیش از سلطنت
در زمان داریوش دوم قدرت در اصل در دست همسرش پروشات بود. داریوش از همسرش پروشات دارای چندین فرزند شد که بزرگ‌ترین آن‌ها اردشیر بود و باقی پسرانش کوروش، اوستان و اوکزاتس بودند. داریوش یک دختر به نام آمستریس نیز داشت. نام اصلی اردشیر ارشک بود ولی دینون می‌گوید او را نوآرسس می‌نامیدند. کوروش در طفولیت طبعی پرخاشگر و شدید داشت درحالی که اردشیر بسیار ملایم و رحیم بود و به ندرت دچار خشم می‌گشت و با اطرافیان خود به مدارا رفتار می‌کرد. اردشیر به دستور پدر و مادرش با استاتیرا که دختر هیدرانس دوم (ویدرنه) که یکی از بزرگان پارسی بود، ازدواج کرد. برادر استاتیرا به نام تریتوکمس نیز با خواهر اردشیر آمستریس ازدواج کرد. او پس از مدتی عاشق خواهر خود رکسانا می‌شود و از آمستریس متنفر و نقشه قتل او را می‌کشد. اما این نقشه افشا می‌شود و تریتوکمس به‌دست اودیاست یکی از صاحب نفوذانش که به وسیله وعده‌های داریوش خام شده بود کشته می‌شود؛ و پسر اودیاست به نام مهرداد که سپردار او بود پدرش را به قتل می‌رساند و علم طغیان برمی‌افراشد و شهر زاریس را تصرف کرده و آن را به پسر تریتوکمس تسلیم می‌کند، داریوش این شورش را سرکوب می‌کند و پروشات نیز مادر و دو برادر و خواهر تریتوکمس را زنده به گور و رکسانا را تکه‌تکه می‌کند. شاه به پروشات گفت با استاتیرا همسر اردشیر نیز چنین کند اما اردشیر با التماس و اشک، پدر و مادرش را نرم می‌کند و پروشات متأثر و داریوش نیز تسلیم می‌شود و اجازه می‌دهد نه او را بکشند نه از او دورش سازند. داریوش اما به پروشات می‌گوید روزی از این کار پشیمان می‌شود.
پروشات کوروش را از اردشیر بسیار بیشتر دوست می‌داشت و می‌خواست او شاه بشود. وقتی داریوش بیمار می‌شود، کوروش را که حکمران سواحل آسیایی ایران بود به دربار دعوت می‌کند. کوروش امیدوار بود با پادرمیانی مادر جانشین پدر شود و بر تخت سلطنت جلوس کند. پروشات برای اجرای خیال خود دلیلی ارائه می‌کرد که سابقاً خشایارشا بر طبق آن و با کمک راهنمایی‌های دماراتوس به سلطنت رسید. پروشات به شاه اظهار می‌کند من اردشیر را وقتی زاییدم که تو یک شخص عادی بودی، ولی کوروش زمانی که من ملکه و تو پادشاه بودی متولد شد. اما این استدلال شاه را قانع ننمود، بلکه اعلام کرد ارشک جانشین اوست و موسوم به اردشیر خواهد بود. کوروش را نیز حکمران لیدی و فرمانده کل قوای سلطنتی در تمامی سواحل آسیای کوچک کرد. این یگانه سرپیچی داریوش از پروشات بود.

## تاجگذاری
چندروز پس از مرگ داریوش در ۴۰۴ ق. م که حدود ۲۰ سال پادشاه بود، اردشیر به پاسارگاد رفت تا در آنجا به وسیلهٔ موبدان، آداب تاجگذاری را به عمل آرد. در پاسارگاد معبدی است که متعلق به الهه جنگ است که احتمال می‌رود معبد می‌نرو (آناهیتا) باشد. هریک از پادشاهان ایران که باید بر تخت سلطنت جلوس کند داخل معبد می‌شود، لباس خود را بیرون و لباسی که کوروش بزرگ قبل از سلطنت می‌پوشید را می‌پوشیدند و خود را متبرک می‌ساختند، قدری انجیر خشک می‌خورند، برگ گیاه هئومه را می‌جویدند و مشروبی از سرکه و شیر می‌نوشیدند. باقی آداب را تنها موبدان از ان خبر دارند. وقتی اردشیر می‌خواست آداب مذهبی را به جا آورد، تیسافرن او را آگاه کرد که کوروش سوء قصد نسبت به او دارد و برای تأیید این خبر کاهنی که مربی کوروش در دوران کودکیش بود و به سبب به سلطنت نرسیدن او ناراحت بود، نزد اردشیر آورد.
او شهادت داد که کوروش قصد دارد حین انجام آداب مذهبی به شاه حمله و او را بکشد. مورخان نوشته‌اند برابر همین اتهام‌های کاهن کوروش را دستگیر کردند. برخی آورده‌اند که به همراه کاهن وارد معبد شدند و کوروش که پنهان شده بود تا اردشیر را بکشد، دستگیر کردند.
اردشیر حکم اعدام کوروش را می‌دهد و همین که خبر به پروشات رسید، دوان آمد و پسر خود را در آغوش کشیده بدن او را با گیسوان خود پوشید، گردن خود را به گردن او چسباند و چنان او را محکم دربر گرفت که جلاد نمی‌توانست ضربتی بر کوروش وارد آورد، بی آن که ضربت به پروشات هم اصابت کند. پس از این کار ملکه فریاد برآورد، شیون‌ها کرد و چنان عجز و الحاح نمود و قسم داد و قسم خورد، تا بالاخره شاه، کوروش را بخشید و حکم کرد به ایالتش برگردد. کوروش پس از آن به لیدیه می‌رود و مشغول انجام تدارک شورش می‌شود.

## اوایل سلطنت
در مزاج شاه یک کُندی طبیعی بود که مردم این را به ملاطفت و ملایمت تعبیر می‌کردند. اردشیر به نام و رفتار اردشیر یکم ملقب به درازدست حسادت می‌کرد و می‌خواست همانند او رفتار کند. به این ترتیب هنگام جلوس صاحب رفتار و فضائل اردشیر یکم بود. همه به او دسترسی داشتند و برای دادخواهی نزد او می‌آمدند. پاداش‌هایی می‌داد که عالی و موافق لیاقت اشخاص بود، در مجازات‌ها از حد اعتدال تجاوز نمی‌کرد و از مجازات‌ها می‌کاست، به همین دلیل همگی معتقد بودند که مانند پادشاهان قبل که با یک اشتباه کوچک افراد را به طرز فجیعی می‌کشتند نیست، هدایایی که به او می‌دادند، با روی خوش می‌پذیرفت و کوچک‌ترین هدیه را با شادی می‌پذیرفت، و برای پاداش بیش از آنچه ارائه می‌دادند پاداش می‌داد. یک روز شخصی به نام اومیزوس انار بسیار درشت و زیبایی را به شاه هدیه کرد و اردشیر گفت: «قسم به میترا، اگر حکومت ولایت کوچکی را به او بدهند، به‌سرعت می‌تواند این شهر را بزرگ و پرآوازه گرداند».
بار دیگر آورده‌اند، دهقان پیر و فقیری بود که چون دید شاه دارد از محلی عبور می‌کند و هرکس به فراخور توانایی و دارایی خود برای او هدایایی خدمتش می‌برد و شاه مفتخر و شاد می‌گشت، دهقان که به دلیل فقیری از خود چیزی نداشته یکپارچه نهر آب شتافته و با دوست خویش آبی برگرفته و نزد شاه می‌رود و آن را اهدا می‌کند. اردشیر به اندازه‌ای از همت مرد شاد شد که در ظرفی از جنس طلا هزاران سکه‌های داریک (واحد پول زمان هخامنشی) می‌گذارد و برای جبران کار دهقان به او می‌دهد. روزی اردشیر شنید که فردی اسپارتی به نام اوکلیداس نسب به او سخنانی درشت گفته. یکی از صاحب‌منصبان را فرمود، به او بگوید تو آزادی بر شاه هرچه می‌خواهی بگویی و شاه نیز می‌تواند هرچه می‌خواهد بگوید و بکند. وقتی شاه در شکار بود، رعیتی به نام تریباذ لباس پاره خود را به او نشان داد. شاه گفت: «چه کنم؟» تریباذ می‌گوید: «لباسی دیگر بر تن کن و لباسی که دران داری به من بده». اردشیر جواب داد: «این لباس را به تو می‌دهم، ولی اجازه نمی‌دهم که تو آن را بپوشی.» تریباذ که فردی سبک‌مغز بود فوراً لباس را پوشید و خود را با زینت‌هایی از زر که فقط ملکه حق استعمال آن را داشت، تراست. همه از رفتار تریباذ که برخلاف قانون بود خشمناک شدند، اما اردشیر می‌خندد و می‌گوید: «تریباذ این تزئینات را به تو دادم تابه مانند زنان استعمال کنی و لباس را به تو دادم که مانند دیوانگان بپوشی».
رسم دربار چنین بود که کسی در کنار شاه، جز مادر و زنش، غذا نمی‌خورد و زن شاه پایین‌تر از او و مادرش بالاتر می‌نشست. اردشیر اوستان و اگزاسره دو برادر خود را نیز بر سر میزش نشاند. همچنین اجازه داد که همسرش ملکه استاتیرا در تخت روباز و بی‌پرده بنشیند و زنان اتباع خود اجازه می‌داد که به او نزدیک شده و سلام دهند. این امور مایه حسن شهرت اردشیر شد.

## فرضیه ازدواج با آتوسا و آمستریس
پلوتارک می‌نویسد:آتوسا توسط پدرش، اردشیر دوم به عنوان همسری به تیروز نجیب وعده داده شده بود. با این حال این خود پادشاه بود که عاشق دختر خود شد و حتی برخلاف تمام قوانین و آداب و رسوم ایرانی با او ازدواج کرد. اردشیر دوم قضات ایرانی را وادار کرد که به او اطمینان دهند که به عنوان پادشاه بزرگ، فراتر از همه قوانین است و اجازه دارد با هر کسی که می‌خواهد، از جمله دختر خودش، ازدواج کند. می‌گویند محبت او به او به حدی بود که حتی زمانی که جذام داشت با او همخواب بود. این زنا با محارم، که تا آن زمان بی‌سابقه بود، به‌طور قابل توجهی توسط ملکه مادر پروشات، که امیدوار بود نفوذ فزاینده ای بر پسرش داشته باشد، حمایت شد. بعدها اردشیر دوم نیز با دختر دومش آماستری (دختر اردشیر دوم) ازدواج کرد.
پلوتارک می‌نویسد:در میان برادرانش، آتوسا از کوچک‌ترین اوخوس (بعداً اردشیر سوم)، در صف جانشینی، که گفته می‌شود با او رابطه پنهانی هم داشت، علیه بزرگ‌ترین برادر داریوش حمایت کرد. برای رسیدن به این هدف، او از رابطه خود با پدرش استفاده کرد تا اطمینان حاصل کند که اوخوس به تاج و تخت می‌رسد. اوخوس تاج و تخت را به دست گرفت، اما پس از مرگ او در سال ۳۳۸ قبل از میلاد، آتوسا مانند بسیاری دیگر از اعضای خانواده ترور شد.

### رد فرضیه
تاریخ‌نویس یونانی دینون که حدوداً بین ۳۶۰ و ۳۴۰ قبل از میلا مدتی در دربار هخامنشی اقامت داشته می‌نویسد: اردشیر دوم (شاهنشاه هخامنشی) عشق پرشوری نسبت به دخترش آتوسا (دختر اردشیر دوم) داشت و به تشویق همسرش پروشات با او ازدواج کرد. با این وجود مورخ یونانی هراکلیدس از سایم می‌نویسد که پادشاه نه تنها با دخترش آتوسا، بلکه با دختر بزرگتر خود آمستریس نیز ازدواج کرد. جوآن ام. بیگوود در مقاله ازدواج با محارم در ایران هخامنشی: اسطوره‌ها و واقعیت‌ها می‌نویسد: اخیراً مطرح شده است که این داستان‌ها می‌تواند نتیجه یک سوء تفاهم از تغییر در وضعیت یک دختر یا هر دو دختر در دربار اردشیر دوم باشد. با این حال، این روایت‌ها همچنین می‌توانند کاملاً تخیلی باشند. اینکه دو نویسنده یعنی هراکلیدس از سایم و دینون، باید در مورد اینکه آیا یک ازدواج وجود داشته یا دو با هم اختلاف نظر داشته باشند، مطمئناً شک برانگیز است. یک نظر یا هر دو باید اشتباه باشد. به همان اندازه شک برانگیز است که این داستان شباهت‌هایی با داستان هرودوت از ازدواج کمبوجیه دوم با دو خواهرش دارد. در داستان هرودوت ما اشتیاق غیرقانونی پادشاه به یکی از خواهران و نظر قضات سلطنتی دربار را داریم که می‌گویند پادشاه می‌تواند هر کاری را که می‌خواهد انجام دهد (یعنی او منبع قانون است). این در داستان دینون به اشتیاق غیرقانونی پادشاه برای ازدواج به دخترش تبدیل می‌شود و ملکه مادر پروشات به او یادآوری می‌کند که او از نظر الهی به عنوان منبع قانون منصوب شده است. به نظر می‌رسد دینون اردشیر دوم را به عنوان مبتکر ازدواج پدر و دختر در ایران هخامنشی به تصویر کشیده است، همان‌طور که کمبوجیه در داستان هرودوت مبدع ازدواج‌های برادر و خواهر است. گزارش هراکلیدس نیز، اگرچه ما حتی کمتر از نسخه دینون در مورد آن می‌دانیم، آشکارا ما را به یاد کمبوجیه می‌اندازد، زیرا در اینجا نیز ازدواج دو دختر از خانواده سلطنتی داریم. هیچ گونه مدرکی دال بر ازدواج اردشیر دوم و دخترش آمستریس وجود ندارد. یوزف ویزه‌هوفر (۱۹۹۶) می‌نویسد: ممکن است پس از مرگ همسر اردشیر دوم یعنی استاتیرای یکم، به دخترش آتوسا، موقعیت بلندپایه‌تری در دربار، تحت عنوان ملکه مادر یا مادر وارث داده شده باشد.

## شورش کوروش کوچک

### تدارک شورش
کوروش پس از ورود به آسیای صغیر تصمیم گرفت با اردشیر بجنگد و نظر به این مقصود با لاسدمونی‌ها (اسپارت) همکاری کرد. از آن‌ها سپاهیان اجیر خواست و وعده کرد به اشخاصی که پیاده هستند، اسب بدهد، برای سواران ارابه‌هایی تهیه کند، به کسانی که زمین دارند روستا و آنهایی که روستا دارند شهرهایی ببخشد و جیره افراد را به قدر کافی بپردازد.
او در مکاتباتش ادعا می‌کرد «دل او از دل برادرش بزرگتر است و خود او در فلسفه و سحر از برادر داناتر. شراب بیشتر از برادرش می‌نوشد و بهتر تحمل اثرات او را می‌کند. اردشیر برعکس به قدری لطیف و نرم است که نه می‌تواند موقع شکار بر اسب نشیند و نه در جنگ برگردونه‌ای قرار گیرد».
علاوه بر لاسدمونی‌ها، کوروش از طریق طرفداران خود که زیاد بودند، در نهان سپاهی بزرگ در ایالات ایران تهیه می‌کرد، با پروشات مخفیانه ارتباط داشت و طرفداران شاه را تهدید می‌کرد که خبری به او ندهند. اگر سؤالی از او می‌شده، جواب می‌داد این تجهیزات را به‌واسطه ضدیت تیسافرن می‌کند به دلیل اینکه از نیرنگ‌های او اندیشناک است. اردشیر هم با دید چشم‌پوشی و بی‌قیدی به اعمال او می‌نگریست. همچنین بعضی اشخاص به دلیل سستی چند شاه اخیر می‌گفتند که اوضاع مملکت پادشاهی را نیاز دارد که مانند کوروش ممتاز، آزادی طلب، رزمی و سخی باشد و چنین دولت پهناوری را باید شاهی با شجاعت و جاه‌طلب اداره کند. پروشات از این افکار استفاده کرده و توسط طرفداران و همدستان خود میان مردم پخش می‌کرد و مردم را به حمایت از کوروش وامی‌داشت. از طرف دیگر استاتیرا همسر اردشیر، چون می‌دید مردم از اوضاع ناراضی‌اند، برای به‌دست آوردن دل مردم در کوچه‌ها حرکت کرده و زنان رهگذر را می‌طلبید و دربارهٔ آن‌ها ملاطفت می‌داشت. کوروش هم کسی را که اردشیر نزد او می‌فرستاد، روبه خود می‌کرد و قبل از این که به دربار برگردد، طرفدار خود می‌ساخت و نیز می‌کوشید که اهالی ایالت او از حسن اداره‌اش راضی باشند.
فکر او معطوف به جمع کردن سپاه بود، به همه توصیه می‌کرد که از سپاهیان پلوپونزی تا بتواند بیشتر اجیر کند و در همه جا انتشار می‌داد چون از طرف تیسافرن نگران است این قشون را تهیه می‌کند. شهرهای ایونی که جزو قلمرو تیسافرن بودند، بر او شوریدند و به استثنای شهر میلت، به طرف کوروش رفتند. می‌زد نیز می‌خواست شورش کند که تیسافرن آگاه شد و شورشگران را معدوم و تبعید می‌کند. این‌ها را کوروش به طرف خود طلبید و پس از اینکه قشونی تهیه شد، این شهر را از خشکی و دریا محاصره کرد و خواست تبعیدشدگان را به شهر وارد کند و این پیشامد را بهانه قرار داد تا سپاهیانی بگیرد.
زمانی که کوروش هنوز در سارد بود، قشون یونانی او در رسید، کسنیاس ارکادیوس با هزار و پانصد نفر سنگین و سبک اسلحه، سوفنت با هزاران نفر سنگین اسلحه، سقراط آخه‌ای و پاسیون نگاری هریک با پانصد نفر.

### آغاز شورش
وقتی تیسافرن دانست این قدر صاحب منصب یونانی وارد شهر سارد شده، برای او تردیدی باقی نماند که این تهیه برای جنگ با قوم پی‌سی‌دیان، که کوروش جنگ با این قوم را بهانه قرار داده و می‌گفت می‌خواهد آن‌ها را از مساکنشان خارج کند، خیلی زیاد است و به طرف پایتخت حرکت کرد تا شاه را از این اقدام آگاه گرداند. پروشات همواره به شاه می‌گفت، اخباری که تیسافرن می‌دهد مبنی بر غرض است و این والی دشمن کوروش می‌باشد. پس از ورود تیسافرن اطلاعات او باعث تشویش و اضطراب دربار گردید و همه تقصیر عمده را به پروشات و طرفدارانش متوجه کردند، ولی حرف هیچ‌کس به قدر توبیخ و سرزنش استاتیرا، که بسیار از یاغیگری کوروش اندوهناک بود، در پروشات اثر نکرد. استاتیرا به پروشات چنین گفت: «کجاست قول‌هایی که شما به پسرتان می‌دادید، عجز و الحاح شما برای خلاصی کوروش در موقعی که او سوء قصد به برادرش کرد، چه نتیجه‌ای داد؟ آتش جنگ را شما افروخته‌اید و شما ما را دچار این سختی کرده‌اید».
این سخنان آتش خشم را در دل پروشات علیه استاتیرا شعله‌ور گردانید و تصمیم بر هلاک استاتیرا گرفت، و منتظر ماند تا فرصت نصیبش شد. کتزیاس در کتاب پرسیکا می‌گوید که این قضیه پس از جنگ کوروش با اردشیر روی داد، ولی دینون عقیده داشت این قضیه در زمان جنگ اتفاق افتاد.

### نبرد کوناکسا
محل نبرد کوناکسا در نظر گرفته شد که در نزدیک بابل می‌بود. گزنفون که خود شاهد عینی نبرد بود می‌نویسد: سپاه یونانی کوروش جوان تحت فرماندهی آرکوس یک سردار اسپارتی بود که همراه آن‌ها تحت عنوان «هوپلیت» (پیاده‌نظام سنگین) از سارد (شهری در کنار دریای اژه) به طرف بابل (در کنار رود فرات) به حرکت درآمد و در محلی به نام «کوناکسا» با نیروی اردشیر دوم برخورد کرد. در ساعات نیمه شب بامداد سپاه یونانی کوروش به محلی که قصد توقف داشت رسید.
ناگهان پاته‌گیاس پارسی و همراه همیشگی کوروش سوار بر اسبی فرا رسید و به زبان پارسی و یونانی به صدای بلند اعلام کرد که اردشیر دوم، شاهنشاه پارس با نیرویی بزرگ و آرایش جنگی نزدیک می‌شود. این خبر هراس بزرگی را ایجاد کرد، زیرا یونانیان و دیگران گمان کردند که پیش از آنکه آماده شوند و آرایش جنگی بگیرند سپاه پارس بر سر آن‌ها خواهد ریخت.
کوروش از ارابه خود پایین پرید، زره پولادی خود را به تن کرد. سوار بر اسب شده و زوبین به دست گرفت و فرمان داد سپاه آماده شده و آرایش جنگی بگیرد.
این فرمان به سرعت اجرا شد. آرکوس و پیاده‌نظام یونانی تحت امرش در جناح راست رود فرات مستقر شدند. نزدیک او عده‌ای دیگر از سپاه یونانی تحت فرمان پروکیزنوس و در جناح چپ «مه‌نون» با افراد خود قرار گرفتند. نیروهای دیگر کوروش به فرماندهی معاون او نیز در جناح چپ آماده شدند.
کوروش و ۶۰۰ سوار ویژه اسکورت او با سینه‌بند پولادی و ران‌بند و زانوبند در قلب سپاه جای گرفتند. افراد این گارد ویژه همه کلاهخود بر سر داشتند. فقط کوروش بود که بدون کلاهخود حرکت می‌کرد. تمام این سپاه به اضافه گارد ویژه مجهز به شمشیر یونانی بودند.
روز به نیمه رسیده و هنوز از سپاه پارس خبری نبود. کمی از بعدازظهر ابر سپیدی از گردوخاک دیده شد و نوعی تاریکی دشت را فرا گرفت. با نزدیک شدن سپاه پارس به تدریج برق زره‌های برنزی و نوک نیزه‌ها پیدا شد. سواره‌نظام پارس با زره‌های سپید در جناح چپ بود و گفته می‌شد فرماندهی آن‌ها با تیسافرن است. در کنار آن‌ها سربازانی با سپرهای بافته از ترکه بید آرایش جنگی داشتند و در کنار آن‌ها پیاده‌نظام سنگین پارس با سپرهای چوبی که تا پاهای آن‌ها را می‌پوشانید قرار داشتند. می‌گفتند که آن‌ها مصری هستند و کمانداران و سواران بیشتری در کنار آن‌ها بودند.
سپاه پارس گروه گروه در مستطیل‌های بزرگ پیش می‌آمدند. در فاصله زیادی جلو آن‌ها ارابه‌های داس‌دار با فاصله زیاد از هم قرار داشتند.
این ارابه‌ها در امتداد محور چرخ‌ها و در زیر ارابه، دارای داس‌های برانی به صورت مورب بودند و با حمله آن‌ها به خطوط مقابل شکاف‌هایی باز می‌شد تا سپاهیان راحت‌تر حمله کنند. با نزدیک شدن سپاه پارس به میدان جنگ، کوروش به همراه مترجم خود و چند نفر از افراد گاردش تاخت کردند و به سوی یونانی‌ها آمدند.
کوروش خطاب به یونانی‌ها گفت که آرایش خود را حفظ کنند و از نعره سپاهیان مقابل نهراسند، اما دیده شد که سپاه پارس با سکوت کامل و آرام و آهسته پیش می‌آید. کوروش پس از اعلام این نکته نزد آرکوس (فرمانده پیاده‌نظام یونانی) آمد و فرمان داد که او همراه نیروی تحت فرمانش به قلب سپاه پارس حمله کند؛ زیرا یقیناً شاهنشاه (اردشیر دوم) در آنجا قرار گرفته و اگر بر او ضربه زنند کار تمام و یکسره می‌شود و پیروزی به دست می‌آید. آرکوس جواب داد فرمان او را اجرا و کوشش می‌کند پیروز شود.
در خلال این جریانات، سپاه پارس مرتب به پیش‌روی ادامه می‌داد و یونانی‌ها در جای خود مانده بودند. کوروش به‌رغم گسترش سپاه پارس از بیم محاصره شدن حاضر نبود جناح چپ خود را از فرات دور کند. در این موقع دو نیرو به هم نزدیک شده و بین ۳۰۰ تا ۷۰۰ متر از یکدیگر فاصله داشتند.
یونانیان شروع به خواندن سرود جنگی خود کردند و فریاد اِلِلِو (Eleleu) را بلند کردند و با پیشروی به سوی خطوط جنگ برای رم دادن اسب‌ها شمشیرها و نیزه‌ها را به سپرها می‌کوبیدند. سپاه پارس پیش از آنکه یونانیان به تیررس برسند متزلزل شد و شروع به عقب‌نشینی کرد.
یونانیان دست به تعقیب زدند و دائماً فریاد می‌زدند آرایش جنگی به هم نخورد و به این ترتیب مداوم جلو بروند. ارابه‌های داس‌دار سپاه پارس شروع به حرکت کردند. کمان‌داران سعی می‌کردند بعضی از ارابه‌رانان را با تیر بزنند. بعضی از آن‌ها با تیر زده شدند و گاه ارابه‌های بدون سرنشین به سوی سپاه خودی برمی‌گشت و بر نیروهای خودشان می‌تاختند.
بعضی از ارابه‌ها نیز به صف یونانیان برخورد می‌کرد و باعث تلفات می‌شد. کوروش با مشاهده پیشروی و پیروزی سپاهش خوشحال شد و اطرافیان او بی‌معطلی او را شاهنشاه خطاب کردند. او همچنان منتظر و مراقب واکنش شاهنشاه پارس اردشیر دوم بود و یقین داشت محل او در قلب سپاه است. فرماندهان پارس عادت داشتند که همیشه در وسط نیروی خود قرار بگیرند. چون هم امن‌ترین جا و هم تمام سپاه تحت نظارت بود و فرمان‌ها به سرعت به همه می‌رسید.
اردشیر دوم در قلب سپاه پارس بود و به علت برتری سپاه وی بر یونانیان قلب نیروی پارس با جناح چپ سپاه کوروش برابری می‌کرد. کوروش وقتی دید به محل استقرار شاهنشاه پارس حمله‌ای نمی‌شود به همراه گارد همراهش شروع به حرکت کرد و با هراس از اینکه سپاهش مورد محاصره قرار بگیرد با سواران خود حمله سختی به قلب سپاه پارس کرد و فرمانده آن قسمت را که «آرتاگرس» نام داشت به دست خود کشت.
در پی این حمله و پراکنده شدن نیروهای قلب سپاه پارس ۶۰۰ سوار همراه کوروش انسجام خود را از دست داده و با بی‌نظمی شروع به تعقیب آن‌ها کردند و فقط چند نفری همراه کوروش ماندند. در این لحظه کوروش برادر خود و اسکورت او را که دور او را گرفته بودند دید و بدون تأمل فریاد کشید: شاهنشاه را دیدم و به طرف او هجوم برده ضربه سختی به سینه‌بند شاه زد که به‌رغم سینه‌بند پولادی او را زخمی کرد.
این ضربه اگرچه باعث زخمی شدن اردشیر دوم شد اما خود کوروش هم در این یورش کشته شد. او در حین وارد آوردن ضربه با حمله یکی از محافظان روبه‌رو شد. این محافظ با زوبین ضربه‌ای به زیر چشم کوروش وارد کرد که باعث قتل او شد.
با کشته شدن کوروش جنگ مغلوبه و تلفات زیادی بر سپاه کوروش وارد شد.
«سی‌تسیا» که پزشک و نزدیک اردشیر دوم بود به یاری پادشاه زخمی پارس شتافت و فوراً به زخم‌بندی پرداخت. همراهان کوروش مقاومت می‌کردند. هشت نفر از همراهان او آنقدر جنگیدند تا روی نعش کوروش افتادند. می‌گویند که «ارتاپاس» که از نزدیکان کوروش و حامل علایم سلطنت بود تا افتادن کوروش را دید از اسب پایین پرید و خود را روی وی انداخت. شاهنشاه دستور داد فوراً او را از روی نعش بکشند و مجازات کنند. ارتاپاس شمشیری زرین داشت و زنجیر و بازوبندی که نشانه بالاترین مقام‌ها در پارس است با خود داشت.
ارتاپاس دوست دایمی و همراه همیشگی کوروش بود. به هر حال با این وضعیت و کشته شدن کوروش جنگ مغلوبه و سپاه یونانی پراکنده شد. پس از پایان این نبرد و بازگشت سپاه پارس به سوی سرزمین خود باقی‌مانده یونانیان تصمیم گرفتند به یونان برگردند و برای این کار به طرف شمال حرکت کردند.
در عبور از شمال عراق فعلی گرفتار کاردوخی‌ها شدند و تلفات سنگینی دادند و به زحمت خود را به کنار دریای سیاه (ترابوزان) رساندند. سپس رو به مغرب (به طرف یونان) حرکت کردند و برای تدارک خود دایم دست به غارت می‌زدند. آن‌ها مدام گرفتار زد و خورد بوده و تلفات می‌دادند. به این ترتیب با عبور از کاپادوکیه بالاخره خود را به یونان رساندند.

## وقایع دوران سلطنت
در دوران سلطنت اردشیر دوم، دربار شاه در میان یک سلسله توطئه‌های پایان ناپذیر سیاسی و حرمسرایی، آکنده از حسادتها و اغراض فرورفته بود. آنگونه که از بعضی مآخذ مانند نوشته‌های پلوتارک بر می‌آید، رفتار شاه در نظر پارسی‌ها غالباً آمیخته با نوعی نجابت به نظر می‌رسید. البته ملاطفت و رأفتی هم که به او منسوب شده بود، به سبب قساوت عجیب جانشینش اردشیر سوم بود که در شقاوت کم‌نظیر به نظر می‌آید. به هر حال از چنین خلق و خویی نباید توقع داشت که با وجود قدرت و مکنت که برایش حاصل بود، روزهای پایانی عمر خود را غرق در تلخی و ناامیدی نیابد.

### قتل استاتیرا، همسر اردشیر
در هر حال مرگ کوروش کوچک در داخل دربار همان اندازه که مایه اندوه و عزای پروشات (پریزاتس) مادر وی شد، برای استاتیرای یکم همسر اردشیر دوم، موجب خرسندی گشت، اما استاتیرا تاوان این پیروزی و خرسندی خود را یک سال بعد در سال ۴۰۰ پیش از میلاد، با زهری که مادر اردشیر، پروشات به او نوشانید، پرداخت. اردشیر از شدت خشم و تأثر در عزای همسرش، فرمان داد که هرگز مادرش پیش چشم او ظاهر نشود، اما باز در مواقع ضعف و درماندگی خویش مکرر از حضور و از راهنمایی مادر کمک جست.
بعد از مرگ استاتیرا، شاه به اصرار مادرش، پریزاتس، دختر خویش آتوسا را به زنی گرفت و بعد نیز با یکی دیگر از دخترانش به نام آمستریس ازدواج کرد.

### کامیابی در امور خارجی و ناکامی در امور داخلی
در امور داخلی ایران، سلطنت اردشیر دوم چیزی جز ضعف و سستی نشان نمی‌دهد. در زمان وی در مصر و آسیای صغیر و جزیرهٔ قبرس اغتشاشاتی روی داد که به خاطر ضعف قدرت مرکزی بعضی با سیاست و تدبیر رفع شد و برخی به پیشرفت شورشیان ناراضی انجامید و دولت هخامنشی قبول کرد که باجی به آن داده شود و در عوض مناطق مزبور در امور داخلیشان خود مختار باشند، مثلاً قبرس پادشاهی انتخاب کرد و دربار ایران او را به رسمیت شناخت و مصر مستقل ماند، اما در امور خارجی، دوران سلطنت اردشیر دوم را می‌توان دوران کامیابی شاهنشاهی هخامنشی به‌شمار آورد.

#### حمله شاه اسپارت به ایران

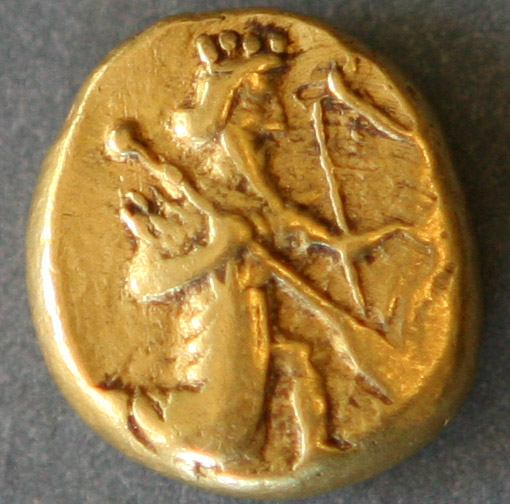
سکه و دریک طلا مربوط به دوران هخامنشی، ۴۹۰ پیش از میلاد.

با کمکی که دولت اسپارت به کوروش کوچک کرد، روابط دربار ایران و دولت مذکور تیره شد و آتنی‌ها به ایران نزدیک شدند. آگسیلائوس (آژزیلاس) پادشاه اسپارت از ده هزار سرباز اجیر یونانی که تازه از جنگ کوناکسا مراجعت کرده بودند، استفاده کرد و به طرف آسیای صغیر (غرب ترکیه) روانه شد و قصد تسخیر متصرفات دولت هخامنشی در آن حدود را کرد. لیکن به زودی دولت ایران نقشهٔ او را عقیم گذاشت، به این ترتیب که پول وافری را به یونان برای برانگیختن دول یونانی ضد اسپارت فرستاد و طولی نکشید که جنگ مابین دول یونانی تِب و اسپارت درگرفت و آگسیلائوس و سپاهیان وی مجبور شدند برای شرکت در جنگ داخلی به یونان بازگردد. پادشاه اسپارت هنگام بازگشت گفته بود «من را سی هزار تیرانداز ایرانی بیرون می‌کند.» اشارهٔ او به «سکه‌های طلای ایران» موسوم به دریک است که در یک طرف آن صورت یک تیرانداز ایرانی نقش بسته‌بوده است.

#### عهدنامه آنتالکیداس

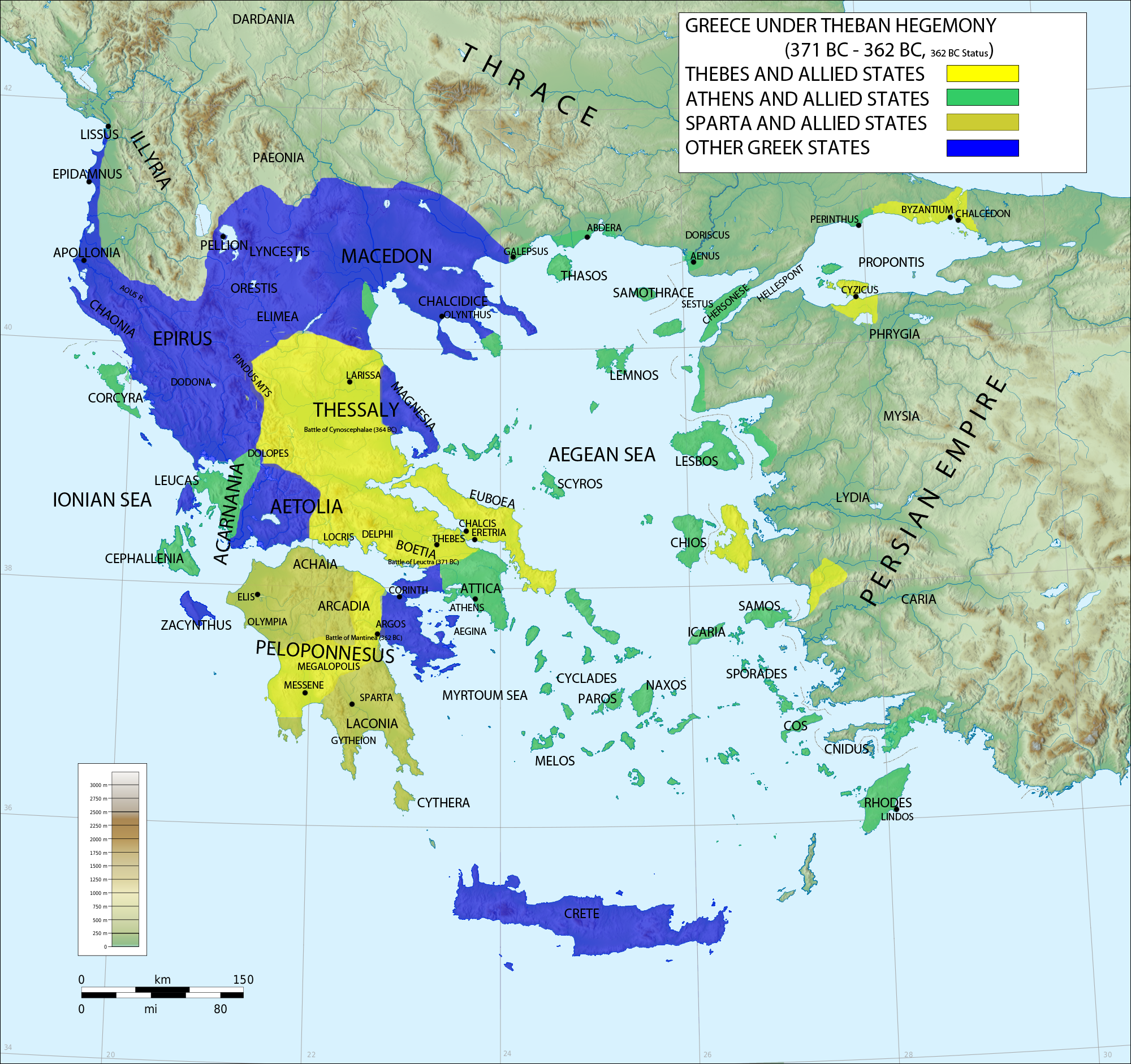
نقشهٔ یونان و قلمرو دول آتن، اسپارت و تِب در زمان اردشیر دوم. برای بهتر دیدن تصویر، بر روی آن کلیک کنید.

جنگ داخلی یونان شش سال طول کشید، بدون این که غالب و مغلوب معلوم شود، سرانجام دولت آتن به کمک ایران شکست فاحشی به نیروی دریایی اسپارت داد و مجدداً در دریا برتری یافت. توضیح آنکه اردشیر دوم به طرفین تکلیف کرد که صلح کنند. در سال ۳۸۷ پیش از میلاد، اسپارت سفیری را به نام آنتالکیداس به دربار ایران فرستاد و عهدنامهٔ صلحی مابین دول یونانی با دخالت اردشیر دوم نوشته شد. به موجب این عهدنامه قرار شد که دول یونانی هر کدام در امور داخلی خود مستقل باشند و من بعد هیچ‌کدام با همدیگر اتحادی علیه دیگری نکنند والا به جنگ با ایران گرفتار خواهند شد و بدین ترتیب جنگ خاتمه یافت. دولت اسپارت هم متعهد شد که هیچ‌گونه رابطه‌ای با شهرهای یونانی در آسیای صغیر (غرب ترکیه] نداشته باشد و جزیرهٔ قبرس نیز مجدداً به ایران برگشت. این عهدنامه برای یونانیان بسیار موهون بود و این‌طور شروع شده بود که «شاهنشاه اردشیر این‌طور صلاح‌اندیشی می‌کند که…»، این عبارت نفوذ کامل پادشاه هخامنشی را در یونان نشان می‌داد. چنان نوشته‌اند که عهدنامه آنتالکیداس در واقع فرمانی بوده که از طرف اردشیر دوم صادر شده بود. به این ترتیب نیروی دریایی ایران در دریای اژه و حتی در اطراف پلوپونزوس تفوق و نفوذ قطعی یافت و صلح و آرامش را در بین یونانی‌های مستقر در این مناطق برقرار یا تحمیل کرد.

#### شورش کادوسیان
آنگونه که پلوتارک می‌نویسد کادوسیان که عمدتاً در گیلان و تالش و نواحی اطراف آن سکنی داشتند، در روزگار اردشیر دوم سر به شورش گذاشتند. در نتیجه شاهنشاه خود برای فرونشاندن شورش مزبور در سال ۳۸۰ ق م بدان سرزمین شتافت. قشون پادشاه در آن سرزمین کوهستانی دچار کمبود شد. نتیحه این اردوکشی شکستی مفتضحانه بود و تنها مذاکرات دیپلماتیک توسط مشاورش تیریبازوس عقب‌نشینی را ممکن کرد و خود شاه پیاده راه پیمود.

#### شکست در تصرف مصر
پس از استواری جایگاه اردشیر دوم، گرچه وی نگران مصر بود، ولی چندین سال از پرداختن به آن مسئله پرهیز کرد، چرا که درگیری‌هایی در آسیای صغیر و جزایر دریای مدیترانه رخ داد. مهم‌ترین آن‌ها در قبرس بود که در آن زمان یکی از ایالات ایران محسوب می‌شد.
حمله‌ای دوباره به مصر انجام گرفت که فرجامی نداشت، چرا که مصر با شورشیان آسیای صغیر و قبرس متحد شده بود. پس از سرکوبی شورش در آسیای صغیر و قبرس، اردشیر دیگرباره در صدد بازپس‌گیری مصر برآمد. اردشیر فارناباز دوم ساتراپ هلسپونت فریگیه را فرمانده کرد، وی پایگاه لجستیکی خود را در فلسطین قرار داد و در آنجا به گردآوری نیروی دریایی پرداخت. پس از جمع‌آوری سپاهیان مورد نظر و لازم، قشون شاه به سوی مصر روانه شد.
مصریان که منتظر حملهٔ فرناباذ بودند، دلتا را بسیار مستحکم کرده بودند، با این حال فرناباذ با جنگ سختی به درون مصر درآمد. پس از آن وی در جای خود ماند تا کشتی‌های دیگری به مدد نیروی دریایی برسند.
مصری‌ها از کندی حرکت ارتش بهره بردند و ممفیس پایتخت مصر را مستحکم نمودند. از سوی دیگر درگیری‌هایی نیز درگرفت. این احوال تا طغیان نیل ادامه داشت، پس از آن دولت مرکزی که بیم داشت قشون در مصر درگیر جنگی فرسایشی شود، دستور بازگشت قشون را داد. پس از آن تا پایان شاهنشاهی اردشیر دوم، نبرد بزرگی میان مصر و دولت ایران روی نداد، هرچند دوطرف در نوار مرزی در آماده باش به سر می‌بردند.

### آزادی‌های مذهبی در ایالات ایران
نوشته شده است که در ایالت‌های ایران در آسیای صغیر، ذکر اسم بعل رب‌النوع فینیقیه و اسم آپولون رب‌النوع یونانی‌ها، در روی سکه‌ها معمول بوده است. در ممالک دیگر ایران هم کسی معترض عقاید مذهبی اهالی نبوده است، یعنی سیاست کوروش بزرگ که مبتنی بر تساهل مذهبی بود، تا آن زمان هم پیروی می‌شده است. اظهار تسامح نسبت به عقاید دیگران، در پادشاهان هخامنشی همچون یک اصل کشورداری نزد آن‌ها معمول بود.

### ذکر نام میترا و آناهیتا در ردیف نام اهورامزدا

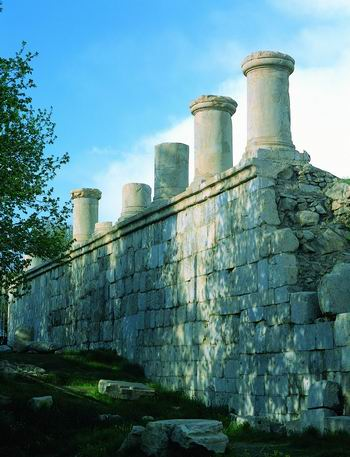
بقایای نیایشگاه آناهیتا در کنگاور.

اردشیر آپادانایی در اکباتان ساخته است، همچنین آپادانای داریوش در شوش را که در روزگار اردشیر یکم بر اثر آتش‌سوزی از میان رفته بود، بازسازی کرده است.
اردشیر دوم در نبشته‌های خود در کنار نام اهورامزدا دو فرشته را نام می‌برد. نبشته‌ای که بازسازی آپادانای داریوش را یاد کرده چنین می‌گوید: «به یاری اهورامزدا، آناهیتا و میترا (ناهید و مهر)، فرمان دادم که این آپادانا ساخته شود.» اردشیر سوم هم در نبشته‌ای از تخت جمشید می‌گوید: «باشد که اهورامزدا و بغ میترا (مهر) مرا، سرزمینم را و هرآنچه من ساخته‌ام را بپایاد.»
به نظر می‌رسد که یک تجدد و بدعت مذهبی در روزگار اردشیر دوم روی داده است. بروسوس به نقل از کمنس الکسندرین گفته که از روزگار اردشیر دوم، پرستشگاه‌هایی در همدان و شوش و بابل پدید آمد که در آن‌ها پیکره‌هایی از آناهیتا برپا کردند. چنین بر می‌آید که این کار اگر به راستی انجام شده باشد، تحت تأثیر عادت کلی مردم آناتولی (غرب ترکیه) و بابل بوده است و برپا کردن پیکرهٔ آناهیتا از روی نمونه‌های بابلی انجام شده است. بخش‌هایی از یشت پنجم اوستای کنونی که دربارهٔ آناهیتا سخن می‌گوید، از دید زبان‌شناسی در حدود روزگار اردشیر دوم هخامنشی پدید آمده است.
ذکر نام آناهیتا و میترا در کنار نام اهورامزدا، بدون شک تازگی دارد، اما اینکه آیا این امر حاکی از تحول در آیین پارسیان بوده یا از تأثیر فرهنگ‌های دیگر در عقاید رایج پارسیان می‌باشد، چیزی است که یک مورخ نمی‌تواند به آسانی آن را تعیین کند. اینکه داریوش بزرگ از اهورامزدا همچون خدای بزرگ، نه خدای یگانه یاد می‌کند، نیز خود حاکی از آنست که وی اهمیت خدایان دیگر را نیز در جای خود نمی‌تواند نادیده بگیرد.
ارادت و ارتباط شخصی اردشیر نسبت به آناهیتا و میترا، مسئله‌ای است که باید به آن توجه کرد. اردشیر در معبد آناهیتا از سوء قصدی که کوروش کوچک به جانش کرد، نجات پیدا کرد و به همین علت نسبت به آناهیتا احساس قدردانی و سپاسگزاری داشته است. همچنین شکست کوروش جوان را در نتیجهٔ انتقام میترا که خدای عهد و پیمان بود می‌دانست، زیرا کوروش جوان، بعد از سوء قصد به برادرش، پیمان وفاداری نسبت به اردشیر را نقض کرده و به سوی او لشکر کشیده بود. اردشیر شکست و قتل کوروش را همچون حمایت میترا در حق خویش تلقی می‌کرد. با این سابقه‌ها طبیعی بود که در کتیبه‌های خویش دایم از آن‌ها یاری و پناه بجوید. میترا و آناهیتا از قبل از آن زمان هم معبود پارسی‌ها به‌شمار می‌رفتند و ذکر این نام‌ها را نمی‌توان بدعت در دین و مذهب به‌شمار آورد. با در نظر گرفتن این نکته که آیین خاندان هخامنشی ممکن نیست با عقاید طبقات عامه پارسی مغایرت داشته باشد، پیداست که در این ادوار هنوز آیین زرتشت در بین پارسی‌ها نفوذی نداشته است و این نکته هم که نام زرتشت در روایات هرودوت در ضمن اخبار مادی‌ها و هخامنشی‌ها نمی‌آید، هر چند به هیچوجه این نکته را که زرتشت در این دوره و حتی قبل از ان نیز در نزد این طوایف شناخته بوده است، نفی نمی‌کند، اما با توجه به اینکه در کتیبه‌های این عهد هم ذکری از زرتشت نیست، این همه را شاید بتوان قراینی تلقی کرد حاکی از آنکه باید آیین زرتشت را در دورهٔ هخامنشی از جرگهٔ عقاید دینی رایج در ماد و پارس خارج شمرد و آن را به طوایف و اقوام شرقی قلمرو امپراتوری هخامنشی منسوب کرد.

## میراث و آثار باستانی
اردشیر کتیبه‌های سه زبان در شوش به جا گذاشت. اولین آن‌ها [A2Sa] بر روی کاخ ترمیم شده داریوش، دومی [A2Sb] بر روی یک پایه ستونی و سومی بر روی ساختمان‌های بیشتر [A2Sd] حک شدند. تکه‌ای از متن فارسی باستان بر روی یک لوح سنگی [A2Sc] است. یک متن ایلامی و دو متن اکدی A2Se و A2Sf از شوش یافت شدند. مدارک بیشتر از فعالیت‌های ساختمان‌سازی شاه، به همراه کتیبه‌های که به‌طور عمده در این زمینه هستند، در چندین کتیبه در همدان (اکباتان باستانی) یافت شدند: A2Ha یک متن سه زبانه است که به صورت ناقص با A2Sa شناخته می‌شود. کتیبه ساختمانی A2Hb که بر روی یک ستونی در کاخ واقع شده است. در حالی که A2Hc بروی یک کتیبه پایه است. باید متذکر شد که اردشیر به میترا و آناهیتا همانند اهورامزدا دعا می‌کند. این همسو با گزارش بروسوس است که در حکمرانی اردشیر دوم، بت‌هایی (به ویژه آناهیتی) در سراسر امپراتوری برای پرستش نصب شد.

## مرگ و جانشینی

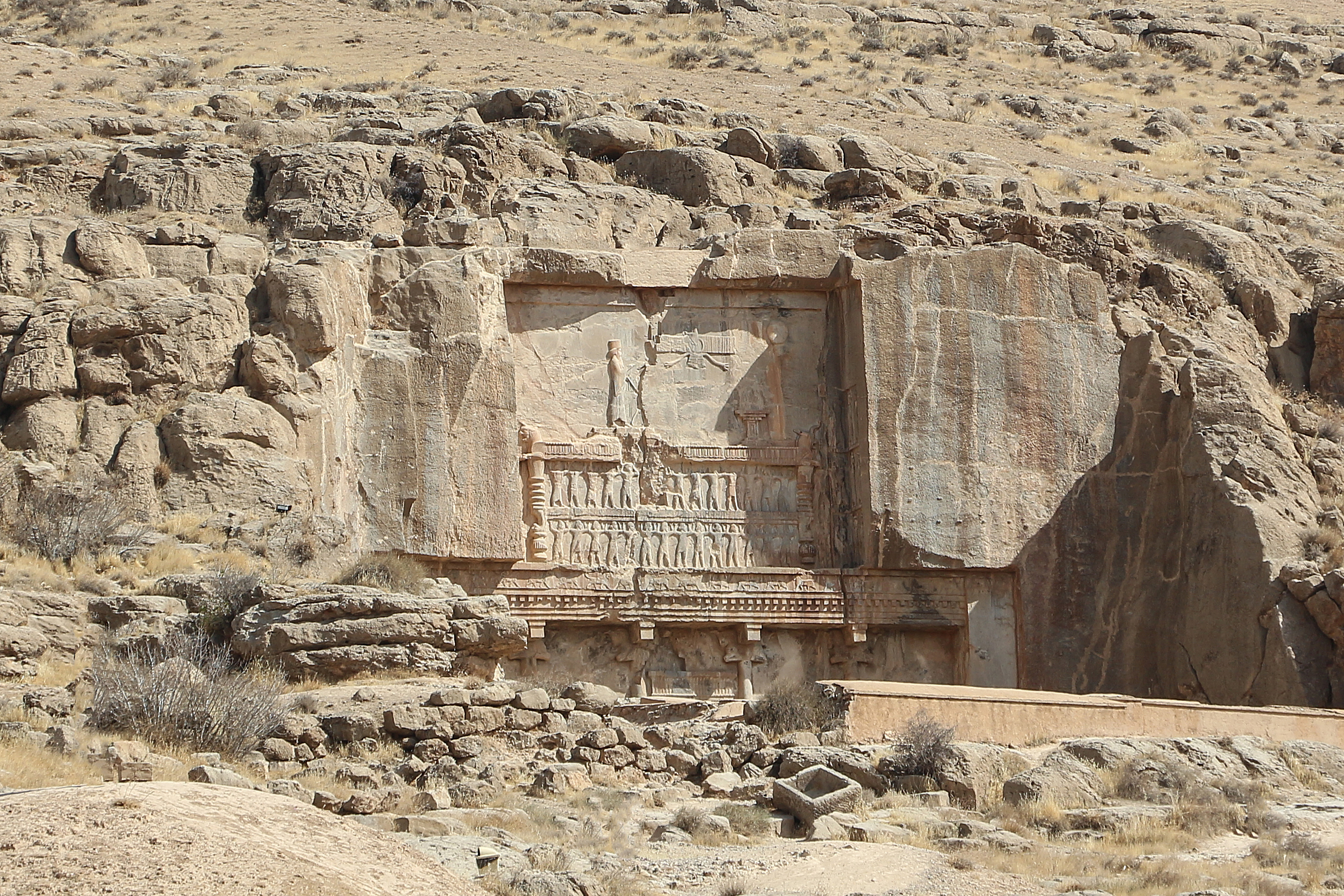
آرامگاه اردشیر دوم در تخت جمشید.

اگر بتوان به روایات موجود اطمینان کرد، نوشته‌اند که اردشیر یکصد و پانزده فرزند داشت که بیشترشان در زمان حیات پدر مردند. به این ترتیب گویا تنها چهار پسر از او باقی ماندند: سه پسر از بطن استاتیرای یکم به نام‌های داریوش، آریاسپ، واٌخٌوس یا اردشیر سوم و یک پسر دیگر به نام آرشام (پسر اردشیر دوم) که شاه محبت فوق‌العاده‌ای نسبت به او داشت.
روایت پلوتارک دربارهٔ جانشینی اردشیر دوم، رمانتیسمی بی‌اندازه دارد و داستان آن کلیشه‌ای می‌نماید، با این همه نمی‌توان همهٔ آن را، مانند نوشته‌های کتزیاس دروغ پنداشت.
روزگار شاهنشاهی اردشیر دوم بیش از همه کس از دید شاهزاده داریوش پنجاه ساله پایان ناپذیر می‌نمود، وی سرانجام در سال پایانی اردشیر دوم به تحریک گروهی ازدرباریان، در صدد رسیدن به شاهنشاهی و کشتن پدرش برآمد. اردشیر را خواجه‌ای از این کنکاش آگاه کرد.
اردشیر دید که نه می‌تواند این موضوع را نادیده گیرد، چرا که جانش در خطر بود و نه بی‌درنگ باور کند، توطئه این‌گونه بود که شبانه به خوابگاه شاه درآیند و او را بکشند، اردشیر دستور داد تا پشت تختخوابش دری باز کنند و روی آن را با پرده بپوشند. در ساعت معهود توطئه گران، به خوابگاه درآمدند، اردشیر آن‌ها را شناخت و از در بیرون رفته پاسداران را به یاری طلبید. پس از آن با رسیدن مستحفظین داریوش و کنکاشیان بازداشت شدند. به فرمان شاه، دادگاهی از قضات شاهی تشکیل گردید و دادستان‌هایی برگزیده شدند. اردشیر دستور داد تا منشی‌های دادگاه رأی قضات را بنویسند و نزد او آورند.
همه به اعدام شاهزاده کنکاشگر رأی دادند، در نتیجه داریوش کشته شد. پس از آن اردشیر آریاسپ را جانشین خود کرد. مردم وی را از روی خوش خویی و نرمی رفتار دوست می‌داشتند. سپس اٌخٌوس به وسیلهٔ درباریان، به آریاسپ چنین القاء کرد که اردشیر نسبت به او هم بدبین شده و آهنگ آن دارد که او را هم اعدام کند، در نتیجه آریاسپ برای اینکه او را نکشند، پیش دستی کرد و خودکشی کرد. مرگ او مایهٔ تأثر فوق العادهٔ اردشیر شد. پسر دیگرش آرشام (پسر اردشیر دوم) یا اریورات نیز به تحریک اٌخٌوس (اردشیر سوم) کشته شد.
اردشیر دوم پس از ۴۵ سال شاهنشاهی در سال ۳۵۸ پیش از میلاد در سن ۷۷ سالگی درگذشت و پسرش اٌخٌوس با نام اردشیر سوم به جای او نشست.

## همسران و فرزندان
اردشیر دوم پیش از آنکه به سلطنت برسد با استاتیرا دختر ویدرنه سوم ازدواج کرد. او صاحب همسر و فرزندان زیادی بود.
همراه با استاتیرا شش فرزند داشت.
- داریوش، نخستین ولیعهد اردشیر دوم
- آریاسپ
- اردشیر
- آتوسا، همسر اردشیر سوم (همچنین خواهرش)
- آمستریس،
- روزگونه، همسر یرواند یکم ساتراپ ارمنستان

از زنان دیگر
- آرشام
- آپاما، همسر فرنابازوس ساتراپ فیریگریا

## تبارنامه
|                    |                    |                    |                    |                    |                    |  |  |                                  |                                  |                                  |                                  |                                  |                                  |  |  | داریوش دوم هشتمین شاهنشاه هخامنشی | داریوش دوم هشتمین شاهنشاه هخامنشی | داریوش دوم هشتمین شاهنشاه هخامنشی | داریوش دوم هشتمین شاهنشاه هخامنشی | داریوش دوم هشتمین شاهنشاه هخامنشی | داریوش دوم هشتمین شاهنشاه هخامنشی |  |  |                                |                                |                                |                                | پروشات ملکه                    | پروشات ملکه                    | پروشات ملکه | پروشات ملکه | پروشات ملکه                      | پروشات ملکه                      |                                  |                                  |                                  |                                  |  |  |                                                 |                                                 |                                                 |                                                 |                                                 |                                                 |  |  |              |              |              |              |              |              |  |  |         |         |         |         |         |         |  |  |       |       |       |       |       |       |  |  |  |  |  |  |  |  |  |  |  |  |  |  |  |  |  |  |  |  |  |  |  |  |
|                    |                    |                    |                    |                    |                    |  |  |                                  |                                  |                                  |                                  |                                  |                                  |  |  | داریوش دوم هشتمین شاهنشاه هخامنشی | داریوش دوم هشتمین شاهنشاه هخامنشی | داریوش دوم هشتمین شاهنشاه هخامنشی | داریوش دوم هشتمین شاهنشاه هخامنشی | داریوش دوم هشتمین شاهنشاه هخامنشی | داریوش دوم هشتمین شاهنشاه هخامنشی |  |  |                                |                                |                                |                                | پروشات ملکه                    | پروشات ملکه                    | پروشات ملکه | پروشات ملکه | پروشات ملکه                      | پروشات ملکه                      |                                  |                                  |                                  |                                  |  |  |                                                 |                                                 |                                                 |                                                 |                                                 |                                                 |  |  |              |              |              |              |              |              |  |  |         |         |         |         |         |         |  |  |       |       |       |       |       |       |  |  |  |  |  |  |  |  |  |  |  |  |  |  |  |  |  |  |  |  |  |  |  |  |
|                    |                    |                    |                    |                    |                    |  |  |                                  |                                  |                                  |                                  |                                  |                                  |  |  |                                   |                                   |                                   |                                   |                                   |                                   |  |  |                                |                                |                                |                                |                                |                                |             |             |                                  |                                  |                                  |                                  |                                  |                                  |  |  |                                                 |                                                 |                                                 |                                                 |                                                 |                                                 |  |  |              |              |              |              |              |              |  |  |         |         |         |         |         |         |  |  |       |       |       |       |       |       |  |  |  |  |  |  |  |  |  |  |  |  |  |  |  |  |  |  |  |  |  |  |  |  |
|                    |                    |                    |                    |                    |                    |  |  |                                  |                                  |                                  |                                  |                                  |                                  |  |  |                                   |                                   |                                   |                                   |                                   |                                   |  |  |                                |                                |                                |                                |                                |                                |             |             |                                  |                                  |                                  |                                  |                                  |                                  |  |  |                                                 |                                                 |                                                 |                                                 |                                                 |                                                 |  |  |              |              |              |              |              |              |  |  |         |         |         |         |         |         |  |  |       |       |       |       |       |       |  |  |  |  |  |  |  |  |  |  |  |  |  |  |  |  |  |  |  |  |  |  |  |  |
| استاتیرای یکم ملکه | استاتیرای یکم ملکه | استاتیرای یکم ملکه | استاتیرای یکم ملکه | استاتیرای یکم ملکه | استاتیرای یکم ملکه |  |  | اردشیر دوم نهمین شاهنشاه هخامنشی | اردشیر دوم نهمین شاهنشاه هخامنشی | اردشیر دوم نهمین شاهنشاه هخامنشی | اردشیر دوم نهمین شاهنشاه هخامنشی | اردشیر دوم نهمین شاهنشاه هخامنشی | اردشیر دوم نهمین شاهنشاه هخامنشی |  |  | کوروش کوچک مدعی تاج و تخت         | کوروش کوچک مدعی تاج و تخت         | کوروش کوچک مدعی تاج و تخت         | کوروش کوچک مدعی تاج و تخت         | کوروش کوچک مدعی تاج و تخت         | کوروش کوچک مدعی تاج و تخت         |  |  | آمستریس همسر برادر استیرای یکم | آمستریس همسر برادر استیرای یکم | آمستریس همسر برادر استیرای یکم | آمستریس همسر برادر استیرای یکم | آمستریس همسر برادر استیرای یکم | آمستریس همسر برادر استیرای یکم |             |             | اوستانوس پدربزرگ پدری داریوش سوم | اوستانوس پدربزرگ پدری داریوش سوم | اوستانوس پدربزرگ پدری داریوش سوم | اوستانوس پدربزرگ پدری داریوش سوم | اوستانوس پدربزرگ پدری داریوش سوم | اوستانوس پدربزرگ پدری داریوش سوم |  |  | هوخشتره پدر سی‌سی‌گامبیس پدربزرگ مادری داریوش سوم | هوخشتره پدر سی‌سی‌گامبیس پدربزرگ مادری داریوش سوم | هوخشتره پدر سی‌سی‌گامبیس پدربزرگ مادری داریوش سوم | هوخشتره پدر سی‌سی‌گامبیس پدربزرگ مادری داریوش سوم | هوخشتره پدر سی‌سی‌گامبیس پدربزرگ مادری داریوش سوم | هوخشتره پدر سی‌سی‌گامبیس پدربزرگ مادری داریوش سوم |  |  |              |              |              |              |              |              |  |  |         |         |         |         |         |         |  |  |       |       |       |       |       |       |  |  |  |  |  |  |  |  |  |  |  |  |  |  |  |  |  |  |  |  |  |  |  |  |
| استاتیرای یکم ملکه | استاتیرای یکم ملکه | استاتیرای یکم ملکه | استاتیرای یکم ملکه | استاتیرای یکم ملکه | استاتیرای یکم ملکه |  |  | اردشیر دوم نهمین شاهنشاه هخامنشی | اردشیر دوم نهمین شاهنشاه هخامنشی | اردشیر دوم نهمین شاهنشاه هخامنشی | اردشیر دوم نهمین شاهنشاه هخامنشی | اردشیر دوم نهمین شاهنشاه هخامنشی | اردشیر دوم نهمین شاهنشاه هخامنشی |  |  | کوروش کوچک مدعی تاج و تخت         | کوروش کوچک مدعی تاج و تخت         | کوروش کوچک مدعی تاج و تخت         | کوروش کوچک مدعی تاج و تخت         | کوروش کوچک مدعی تاج و تخت         | کوروش کوچک مدعی تاج و تخت         |  |  | آمستریس همسر برادر استیرای یکم | آمستریس همسر برادر استیرای یکم | آمستریس همسر برادر استیرای یکم | آمستریس همسر برادر استیرای یکم | آمستریس همسر برادر استیرای یکم | آمستریس همسر برادر استیرای یکم |             |             | اوستانوس پدربزرگ پدری داریوش سوم | اوستانوس پدربزرگ پدری داریوش سوم | اوستانوس پدربزرگ پدری داریوش سوم | اوستانوس پدربزرگ پدری داریوش سوم | اوستانوس پدربزرگ پدری داریوش سوم | اوستانوس پدربزرگ پدری داریوش سوم |  |  | هوخشتره پدر سی‌سی‌گامبیس پدربزرگ مادری داریوش سوم | هوخشتره پدر سی‌سی‌گامبیس پدربزرگ مادری داریوش سوم | هوخشتره پدر سی‌سی‌گامبیس پدربزرگ مادری داریوش سوم | هوخشتره پدر سی‌سی‌گامبیس پدربزرگ مادری داریوش سوم | هوخشتره پدر سی‌سی‌گامبیس پدربزرگ مادری داریوش سوم | هوخشتره پدر سی‌سی‌گامبیس پدربزرگ مادری داریوش سوم |  |  |              |              |              |              |              |              |  |  |         |         |         |         |         |         |  |  |       |       |       |       |       |       |  |  |  |  |  |  |  |  |  |  |  |  |  |  |  |  |  |  |  |  |  |  |  |  |
|                    |                    |                    |                    |                    |                    |  |  |                                  |                                  |                                  |                                  |                                  |                                  |  |  |                                   |                                   |                                   |                                   |                                   |                                   |  |  |                                |                                |                                |                                |                                |                                |             |             |                                  |                                  |                                  |                                  |                                  |                                  |  |  |                                                 |                                                 |                                                 |                                                 |                                                 |                                                 |  |  |              |              |              |              |              |              |  |  |         |         |         |         |         |         |  |  |       |       |       |       |       |       |  |  |  |  |  |  |  |  |  |  |  |  |  |  |  |  |  |  |  |  |  |  |  |  |
|                    |                    |                    |                    |                    |                    |  |  |                                  |                                  |                                  |                                  |                                  |                                  |  |  |                                   |                                   |                                   |                                   |                                   |                                   |  |  |                                |                                |                                |                                |                                |                                |             |             |                                  |                                  |                                  |                                  |                                  |                                  |  |  |                                                 |                                                 |                                                 |                                                 |                                                 |                                                 |  |  |              |              |              |              |              |              |  |  |         |         |         |         |         |         |  |  |       |       |       |       |       |       |  |  |  |  |  |  |  |  |  |  |  |  |  |  |  |  |  |  |  |  |  |  |  |  |
|                    |                    |                    |                    |                    |                    |  |  | آتوسا ملکه                       | آتوسا ملکه                       | آتوسا ملکه                       | آتوسا ملکه                       | آتوسا ملکه                       | آتوسا ملکه                       |  |  | اردشیر سوم دهمین شاهنشاه هخامنشی  | اردشیر سوم دهمین شاهنشاه هخامنشی  | اردشیر سوم دهمین شاهنشاه هخامنشی  | اردشیر سوم دهمین شاهنشاه هخامنشی  | اردشیر سوم دهمین شاهنشاه هخامنشی  | اردشیر سوم دهمین شاهنشاه هخامنشی  |  |  | داریوش نخستین ولیعهد           | داریوش نخستین ولیعهد           | داریوش نخستین ولیعهد           | داریوش نخستین ولیعهد           | داریوش نخستین ولیعهد           | داریوش نخستین ولیعهد           |             |             | آریاسپ شاهزاده                   | آریاسپ شاهزاده                   | آریاسپ شاهزاده                   | آریاسپ شاهزاده                   | آریاسپ شاهزاده                   | آریاسپ شاهزاده                   |  |  | آماستری                                         | آماستری                                         | آماستری                                         | آماستری                                         | آماستری                                         | آماستری                                         |  |  | آرشام ولیعهد | آرشام ولیعهد | آرشام ولیعهد | آرشام ولیعهد | آرشام ولیعهد | آرشام ولیعهد |  |  | روزگونه | روزگونه | روزگونه | روزگونه | روزگونه | روزگونه |  |  | آپاما | آپاما | آپاما | آپاما | آپاما | آپاما |  |  |  |  |  |  |  |  |  |  |  |  |  |  |  |  |  |  |  |  |  |  |  |  |
|                    |                    |                    |                    |                    |                    |  |  | آتوسا ملکه                       | آتوسا ملکه                       | آتوسا ملکه                       | آتوسا ملکه                       | آتوسا ملکه                       | آتوسا ملکه                       |  |  | اردشیر سوم دهمین شاهنشاه هخامنشی  | اردشیر سوم دهمین شاهنشاه هخامنشی  | اردشیر سوم دهمین شاهنشاه هخامنشی  | اردشیر سوم دهمین شاهنشاه هخامنشی  | اردشیر سوم دهمین شاهنشاه هخامنشی  | اردشیر سوم دهمین شاهنشاه هخامنشی  |  |  | داریوش نخستین ولیعهد           | داریوش نخستین ولیعهد           | داریوش نخستین ولیعهد           | داریوش نخستین ولیعهد           | داریوش نخستین ولیعهد           | داریوش نخستین ولیعهد           |             |             | آریاسپ شاهزاده                   | آریاسپ شاهزاده                   | آریاسپ شاهزاده                   | آریاسپ شاهزاده                   | آریاسپ شاهزاده                   | آریاسپ شاهزاده                   |  |  | آماستری                                         | آماستری                                         | آماستری                                         | آماستری                                         | آماستری                                         | آماستری                                         |  |  | آرشام ولیعهد | آرشام ولیعهد | آرشام ولیعهد | آرشام ولیعهد | آرشام ولیعهد | آرشام ولیعهد |  |  | روزگونه | روزگونه | روزگونه | روزگونه | روزگونه | روزگونه |  |  | آپاما | آپاما | آپاما | آپاما | آپاما | آپاما |  |  |  |  |  |  |  |  |  |  |  |  |  |  |  |  |  |  |  |  |  |  |  |  |
|                    |                    |                    |                    |                    |                    |  |  |                                  |                                  |                                  |                                  |                                  |                                  |  |  |                                   |                                   |                                   |                                   |                                   |                                   |  |  |                                |                                |                                |                                |                                |                                |             |             |                                  |                                  |                                  |                                  |                                  |                                  |  |  |                                                 |                                                 |                                                 |                                                 |                                                 |                                                 |  |  |              |              |              |              |              |              |  |  |         |         |         |         |         |         |  |  |       |       |       |       |       |       |  |  |  |  |  |  |  |  |  |  |  |  |  |  |  |  |  |  |  |  |  |  |  |  |
|                    |                    |                    |                    |                    |                    |  |  |                                  |                                  |                                  |                                  |                                  |                                  |  |  |                                   |                                   |                                   |                                   |                                   |                                   |  |  |                                |                                |                                |                                |                                |                                |             |             |                                  |                                  |                                  |                                  |                                  |                                  |  |  |                                                 |                                                 |                                                 |                                                 |                                                 |                                                 |  |  |              |              |              |              |              |              |  |  |         |         |         |         |         |         |  |  |       |       |       |       |       |       |  |  |  |  |  |  |  |  |  |  |  |  |  |  |  |  |  |  |  |  |  |  |  |  |
|                    |                    |                    |                    |                    |                    |  |  | ارشک یازدهمین شاهنشاه هخامنشی    | ارشک یازدهمین شاهنشاه هخامنشی    | ارشک یازدهمین شاهنشاه هخامنشی    | ارشک یازدهمین شاهنشاه هخامنشی    | ارشک یازدهمین شاهنشاه هخامنشی    | ارشک یازدهمین شاهنشاه هخامنشی    |  |  | پروشات همسر اسکندر                | پروشات همسر اسکندر                | پروشات همسر اسکندر                | پروشات همسر اسکندر                | پروشات همسر اسکندر                | پروشات همسر اسکندر                |  |  |                                |                                |                                |                                |                                |                                |             |             |                                  |                                  |                                  |                                  |                                  |                                  |  |  |                                                 |                                                 |                                                 |                                                 |                                                 |                                                 |  |  |              |              |              |              |              |              |  |  |         |         |         |         |         |         |  |  |       |       |       |       |       |       |  |  |  |  |  |  |  |  |  |  |  |  |  |  |  |  |  |  |  |  |  |  |  |  |